# Marsilio Andreasi
Marsilio Andreasi (Mantova, XV secolo – XV secolo) è stato un politico italiano.

## Biografia
Discendente probabilmente della nobile famiglia Andreasi di Mantova al servizio dei signori di Mantova, Marsilio Andreasi nel 1477 ricoprì la carica di ambasciatore del marchese Ludovico III Gonzaga presso la corte degli Sforza di Milano.
In qualità di segretario del marchese di Mantova, nel 1458 accompagnò a Cremona la marchesa Barbara di Brandeburgo e la figlia Dorotea, ospiti della duchessa Bianca Maria Visconti e del promesso sposo Galeazzo Maria Sforza.
Nel 1466 fece da padrino alla figlia di Filippo Maria Sforza, Maria.

## La Camera Picta
Il suo presunto ritratto dal naso adunco è stato dipinto da Andrea Mantegna tra il 1465 e il 1474 nel celebre affresco della Corte nella Camera degli Sposi, presente nel Castello di San Giorgio di Mantova. Il segretario Marsilio Andreasi appare sulla sinistra in piedi e conversa con il marchese Ludovico, in procinto di leggere una lettera.
Il controverso personaggio raffigurato nel dipinto, secondo altri, potrebbe essere anche Raimondo Lupi di Soragna, oppure il fratello del marchese, Alessandro.